# ソフトウエア興業
ソフトウエア興業株式会社(SOFTWARE INDUSTRIAL CO., LTD)は、東京都千代田区にかつて存在した、特定労働者派遣事業を行う企業。古くはソフトウェア受託開発も行っていた。

## 概要
IT分野での特定労働者派遣事業を行う国内企業グループ。グループ会社の株式会社TAQについても本項で記述する。
2012年3月からは子会社の株式会社TAQに事業を移管して、特定労働者派遣事業を行っていた。
- 特定労働者派遣事業 届出受理番号 特13-314302

古くは、ソフトウェアの受託開発も行っていたが、2010年頃からの経営の悪化に伴い、各地の事業所を閉鎖。老朽化した本社を除き、拠点は神田事業所・蒲田事業所・大阪事業所・名古屋事業所のみとなり、特定派遣事業が事業の主体となった。大阪事業所・名古屋事業所を移転し、規模を縮小。
2013年には景気後退や後述の脱税容疑により受注と売上が減り、資金ショートを起こした。その結果、2013年1月7日付で事後処理を弁護士に一任するに至った。負債総額は約180億円。
その後は保有する不動産を売却しつつ任意整理を進めていたが、ソフトウエア興業と関連会社6社（ソフトメーカ、ソフトハウス、蒲田ソフトウエア、大阪ソフトハウス、ソフトウエア製作所、ERPソフトハウス）は2014年4月25日に債権者から破産を申し立てられ、ソフトウエア興業、ソフトメーカ、ソフトハウス、蒲田ソフトウエア、大阪ソフトハウスの5社が2014年6月11日に、ソフトウエア製作所が同年7月2日に、ERPソフトハウスが同年8月22日にそれぞれ東京地方裁判所から破産手続開始決定を受けた。
千代田区神田須田町にあった旧本社ビルは野村不動産へ売却後解体され、跡地にはPMO神田岩本町が建設されている。千代田区外神田にあった旧神田事業所のビルも不動産競売によって第三者が落札し、アキバCOビルと名称が変更され、グッドスマイルカンパニー本社などが入居している。
破産手続開始決定を受けた7社の内、ソフトメーカとソフトハウスは2016年10月12日に、蒲田ソフトウエアは同年10月20日に、ソフトウエア興業は2017年11月13日に、大阪ソフトハウス、ソフトウェア製作所、ERPソフトハウスは同年11月20日にそれぞれ法人格が消滅した。

## 沿革
- 1975年8月 - ソフトウエア興業株式会社設立。
- 2011年
  - 6月 - 創業者の丸山三郎らが法人税法違反事件で東京地検特捜部に逮捕され[12]、専務取締役の神野秀一が取締役社長へ就任。
  - 10月 - 社長の神野秀一が同業他社となるシステム・エボリューション株式会社を設立していた事が発覚、社長を辞任し、奥成要之助が代表取締役社長へ就任。
- 2012年3月 - ソフトウェア開発事業を子会社の株式会社TAQへ移管[13]。
- 2014年
  - 6月 - 東京地方裁判所から、関連会社4社（ソフトメーカ、ソフトハウス、蒲田ソフトウエア、大阪ソフトハウス）と共に、破産手続開始決定を受ける[14]。
  - 7月 - 関連会社であるソフトウェア製作所が東京地方裁判所から破産手続開始決定を受ける。
  - 8月 - 関連会社であるERPソフトハウスが東京地方裁判所から破産手続開始決定を受ける。
- 2016年10月 - ソフトメーカ、ソフトハウス、蒲田ソフトウエアの3社の法人格消滅。
- 2017年11月 - ソフトウエア興業、大阪ソフトハウス、ソフトウェア製作所、ERPソフトハウスの4社の法人格消滅。

## 特徴
創業30年以上を数える、IT派遣業界でも老舗の企業であった。
2000年中頃から急激に社員数を伸ばし、2008年当時で社員数3000名となったが、社員数に見合った売り上げを上げられず、2012年現在では社員数を1000名程度にまで減らしていた。
2000年頃から、全国に20棟以上の社員寮を建設。この社員寮建設を通じて、脱税や裏金作りが行われた(問題を参照)。しかし、過剰な社員寮建設でグループの借入金は400億円近くまで膨れあがり、経営状況は急激に悪化、社員数は激減した。
創業者の丸山三郎家一族が、株式のほぼ全てを保有しており、民主党の野田佳彦首相（当時）への献金の問題に代表される不透明な経理など、ワンマン経営が際立っていた。

## 問題
- 2011年6月24日 関連会社「ソフトウエア興業設備」（2016年12月に法人格消滅[17]）を介し、取引先の建設会社に社員寮建設費を水増しして発注するなどの手口で約3億7900万円の所得を隠し、約1億1300万円を脱税したとして、丸山三郎社長、原子誠一取締役、鈴木一夫元常務など4人が逮捕され、東京都千代田区の本社などが東京地検特捜部の捜索をうけた[18]。
- 2012年3月13日 法人税法違反罪に問われた丸山三郎元社長に懲役2年、執行猶予3年、罰金3千万円（求刑懲役2年、罰金3500万円）の判決が下った。最終的に、平成21年3月期までの3年間に計約2億3500万円を脱税したとされている[19]。

## 株式会社TAQ
株式会社TAQはソフトウエア興業グループの子会社であり、グループの事業を統合移管した事業会社。
ソフトウエア興業グループは、ソフトハウス株式会社、エス・アイ・シイ株式会社、ソフトメーカ株式会社などの多くの子会社をもつ企業だが、裏金捻出のための過剰な社員寮建設や、脱税による社長の逮捕、売り上げの落ち込みにより、多額の負債を抱え、ソフトウェア開発事業を子会社の株式会社TAQに移管した。
また、事業の移管によって、ソフトウエア興業は2012年4月以降事業活動が行えなくなるため、実質的には株式会社TAQに社名変更したのと同様の状態となっていた（沿革を参照）。
ソフトウエア興業の法人格消滅後も法人自体は存続しているが、公式サイトも閉鎖されており、事実上の休眠状態となっている。

## コンピュータゲーム開発
かつては『スペースオペラ 大いなる神々』というファミリーコンピュータ用ロールプレイングゲームを開発、1991年に発売を予定していたが中止となった。
近年ではAndroid向けにゲームアプリを開発していたが、前述の株式会社TAQに事業譲渡している。

## 事業所
- 本社： 東京都千代田区神田須田町2-9-2
- 神田事業所（閉鎖）： 東京都千代田区外神田3-16-12
- TAQ本社(元・蒲田事業所)：東京都大田区蒲田4-21-15
- TAQ大阪事業所：大阪府大阪市中央区安土町3-2-14 サンキュウビルディング9F
- TAQ名古屋事業所：愛知県名古屋市中村区名駅南1-11-12